# Dér Gabriella
Dér Gabriella névvariáns: Dér Gabi (Orosháza, 1975. április 14. –) magyar színésznő.

## Életpályája
Orosházán született, 1975. április 14-én. 1993-ban érettségizett a szentesi Horváth Mihály Gimnázium drámai tagozatán. Színi tanulmányait Békéscsabán a Fiatal Színházművészetért Alapítvány Színiskolájában folytatta, ahol 1997-ben végzett Galkó Bence osztályában. Gyakorlati idejét a Békéscsabai Jókai Színháznál töltötte. 1998-tól az egri Gárdonyi Géza Színház társulatának tagja.

## Fontosabb színházi szerepei
- William Shakespeare: Ahogy tetszik... Juci, parasztlány
- William Shakespeare: A tél meséje... Mopsa, pásztorlány
- William Shakespeare: Szentivánéji álom... Tündér
- Bertolt Brecht: Koldusopera... Sunny
- Mihail Afanaszjevics Bulgakov: A Mester és Margarita... Natasa, Margarita cselédje
- Friedrich Dürrenmatt: Az öreg hölgy látogatása... Luise
- Arthur Miller: Az ügynök halála... Letta
- Tennessee Williams: A tetovált rózsa... Bessie
- Peter Shaffer: Equus... Jill Mason
- Gabriel García Márquez – Schwajda György: Száz év magány... Cigánylány
- Georges Feydeau: A hülyéje (A balek)... Clara, szobalány
- Marcel Mithois: A férjvadász... Madmoiselle Valeria
- Jacques Deval: A potyautas... Nicole
- Paul Claudel: A selyemcipő... Jobarbara; Néger nő (A Mészároslány)
- Arnold Wesker: A konyha... Winnie
- John Cassavetes – Galambos Péter: Férjek... Rozi
- Szigligeti Ede: Liliomfi... Szomszédasszony
- Csiky Gergely: Buborékok... Özvegy Sereczkyné
- Csiky Gergely: A nagymama... Galambosné, a grófné gazdaasszonya
- Jókai Mór: A Cigánybáró... Cafrinka
- Molnár Ferenc: Doktor úr... Szobalány
- László Miklós: Illatszertár... Első hölgy
- Gárdonyi Géza: Annuska... Főasszony
- Móricz Zsigmond: Légy jó mindhalálig... Bella
- Móricz Zsigmond – Kocsák Tibor – Miklós Tibor: Légy jó mindhalálig... Viola kisasszony
- Gádor Béla – Böhm György – Korcsmáros György: Othelló Gyulaházán... Sas Olga, a szubrett
- Pozsgai Zsolt: Balatoni rege... Gyöngyös
- Békés Pál: Dezsavű (Össztánc)... szereplő
- Gál Elemér: Héthavas gyermekei... Mara (kazár hercegnő)
- Márton László: A törött nádszál... Egy asszony
- Márton László: A nagyratörő... Udvarhölgy, Krisztierna főhercegkisasszony kíséretéből
- Háy Gyula: Mohács... Adelaida
- Tóth-Máthé Miklós: Aranyrandevú... Palánki Vilma
- Szakcsi Lakatos Béla – Csemer Géza: Cigánykerék... Ruzsikám, Czinder Mókus felesége
- Leonard Bernstein: West Side Story... Consuelo
- Thornton Wilder: A házasságszerző... Szakácsnő Miss Flora házában
- Galt MacDermot – James Rado – Gerome Ragni: Hair... Ronnie
- John Kander – Fred Ebb – Bob Fosse: Chicago... Annie
- Tim Rice – Andrew Lloyd Webber: József és a színes szélesvásznú álomkabát... Lány
- Frederick Loewe – Alan Jay Lenrner: My fair lady... Dühös nő, Hölgy, Lady Boxington, Ascotban a derby-n
- Siegfried Geyer: Gyertyafénykeringő... Vali
- Lehár Ferenc: Luxemburg grófja... Juliette
- Ábrahám Pál: 3:1 a szerelem javára... Manci
- Ábrahám Pál: Bál a Savoyban... La Tangolita, brazil táncosnő
- Huszka Jenő: Lili bárónő... Gróf Illésházy Christina
- Zerkovitz Béla – Szilágyi László: Csókos asszony... Kövecsesné
- Eisemann Mihály – Somogyi Gyula – Zágon István: Fekete Péter... Marie főkomorna
- Fényes Szabolcs – Békeffi István: Rigó Jancsi... Mámi
- Lajtai Lajos – Békeffi István: A régi nyár... Mimóza
- Déry Tibor – Pós Sándor – Presser Gábor – Adamis Anna: Képzelt riport egy amerikai popfesztiválról... Bagamériné
- Oscar Wilde – Usztics Mátyás – Makrai Pál: Rózsák, szerelmek... Ikrek I.
- John-Michael Tebelak: Godspell... szereplő
- Howard Lindsay – Russel Crouse – Richard Rodgers – Oscar Hammerstein: A muzsika hangja... Frau Schmidt, a házvezetőnő, Zsófia nővér
- Vajda Katalin: Legyetek jók, ha tudtok!... II. Nő
- Lionel Bart: Oliver... Tejárus
- Erich Kästner: Május 35... szereplő
- Thuróczy Katalin: Mátyás mesék... Andulka, szolgálólány
- Magyar Elemér: Keresd a nagypapát!... Szomszédasszony
- Horváth Péter – Presser Gábor – Sztevanovity Dusán: A padlás... Mamóka
- Szamuil Marsak: Tizenkét hónap... Augusztus
- Alan Alexander Milne: Micimackó... Kanga
- Antoine de Saint-Exupéry – Zalán Tibor: A kis herceg... Kígyó
- E. T. A. Hoffmann – Gothár Péter – Kapecz Zsuzsa: Diótörő... Libero; Pösze gyerek II., félig egér (fogatlan)
- Grimm fivérek – Szőke Andrea: Holle anyó... Fondormancs, a macska
- Grimm fivérek: A brémai muzsikusok... Agricola a rablóvezér
- Hans Christian Andersen – Jevgenyij Lvovics Svarc: Hókirálynő... Lapp asszony, Varázslóasszony
- Lázár Ervin: A legkisebb boszorkány... Rilla
- Csukás István – Bergendy István: Süsü, a sárkány... Repcéné